# 马伊马耶
马伊马耶（法語：Mailly-Maillet，法語發音：[maji majɛ]）是法国皮卡第大区上法蘭西大區的一个市镇，属于亚眠区。

## 地理
马伊马耶（50°4'47"N, 2°36'13"E）面积11.14 平方千米，位于法国上法蘭西大區索姆省，该省份为法国北部沿海省份，北起加来海峡省和北部省，西接滨海塞纳省和大西洋英吉利海峡，南至瓦兹省，东临埃纳省。
与马伊马耶接壤的市镇（或旧市镇、城区）包括：科兰康、埃比泰尔讷、欧雄维莱、贝特朗库尔、库尔塞勒欧布瓦、昂格勒贝尔梅尔、福瑟维尔、埃多库尔。
马伊马耶的时区为UTC+01:00、UTC+02:00（夏令时）。

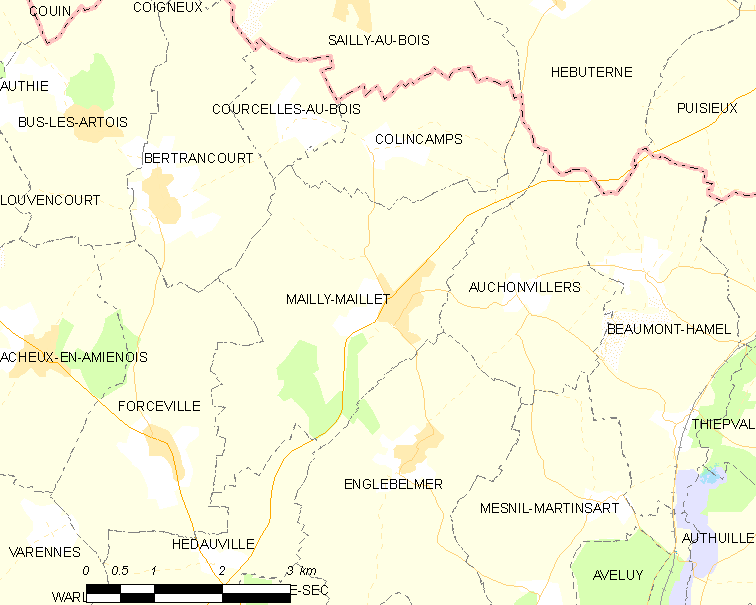
马伊马耶的OSM定位图

## 行政
马伊马耶的邮政编码为80560，INSEE市镇编码为80498。

## 政治
马伊马耶所属的省级选区为阿尔贝县。

## 人口

1962-2008年间马伊马耶人口变化图示

马伊马耶于2022年1月1日时的人口数量为638人。